# Kanton Serres
Serres is een kanton van het Franse departement Hautes-Alpes. Het kanton maakt deel uit van het arrondissement Gap. Het heeft een oppervlakte van 831,96 km² en telt 7558 inwoners in 2017 ;  dat is een dichtheid van 9 inwoners/km²

## Gemeenten
Het kanton Serres omvatte tot 2014 de volgende 12 gemeenten:
- La Bâtie-Montsaléon
- Le Bersac
- L'Épine
- Méreuil
- Montclus
- Montmorin
- Montrond
- La Piarre
- Saint-Genis
- Savournon
- Serres (hoofdplaats)
- Sigottier

Bij de herindeling van de kantons door het decreet van 20 februari 2014, met uitwerking in maart 2015, zijn de gemeenten van de kantons Aspres-sur-Buëch, Orpierre en Rosans erbij gevoegd, alsook vijf gemeenten van het kanton Veynes en een van het Kanton Laragne-Montéglin, in totaal 41 gemeenten.
Op 1 januari 2016 werden de gemeenten Eyguians, Lagrand en Saint-Genis samengevoegd tot de fusiegemeente (commune nouvelle) Garde-Colombe.
Op 1 juli 2017 werden de gemeenten Bruis, Montmorin en Sainte-Marie samengevoegd tot
de fusiegemeente (commune nouvelle) Valdoule.
Sindsdien omvat het kanton volgende 37 gemeenten:
- Aspremont
- Aspres-sur-Buëch
- La Bâtie-Montsaléon
- La Beaume
- Le Bersac
- Chabestan
- Chanousse
- L'Épine
- Étoile-Saint-Cyrice
- Garde-Colombe
- La Faurie
- La Haute-Beaume
- Méreuil
- Montbrand
- Montclus
- Montjay
- Montrond
- Moydans
- Nossage-et-Bénévent
- Orpierre
- Oze
- La Piarre
- Ribeyret
- Rosans
- Saint-André-de-Rosans
- Saint-Auban-d'Oze
- Saint-Julien-en-Beauchêne
- Saint-Pierre-d'Argençon
- Sainte-Colombe
- Le Saix
- Saléon
- Savournon
- Serres
- Sigottier
- Sorbiers
- Trescléoux
- Valdoule